# Los Calchakis
Los Calchakis è un gruppo di musica folk creato in Argentina nel 1961 da Héctor Miranda (che firmerà alcune canzoni con lo pseudonimo di "Calchay") assieme alla moglie Ana María Miranda (che firmerà alcuni brani con lo pseudonimo di "Huaÿta"). Con più di 40 opere discografiche al loro attivo, Los Calchakis sono considerati uno dei più importanti interpreti del folclore musicale latinoamericano.

## Origine del nome
Il loro nome andrebbe più correttamente scritto "Calchakís" e pronunciato come parola tronca (con l'accento sull'ultima sillaba) in quanto grafia alternativa della parola Calchaquí, che indica sia la popolazione dei Diaghiti-Calchaquí, sia le valli Calchaquí che si trovano nel nord-est della Repubblica Argentina.

## Storia
Nel 1966 il gruppo viene presentato da Violeta Parra alla casa discografica Arion, etichetta con la quale avrebbero poi pubblicato i loro dischi. Nel 1972 interpretano la colonna sonora del film L'Amerikano di Costa Gavras, composta da Mikīs Theodōrakīs.
Attivi da più di 35 anni, Los Calchakis hanno portato la musica latinoamericana sui palchi di numerosi teatri dell'Europa e del Nord America: dal Teatro Olympia di Parigi al Palacio de Bellas Artes di Città del Messico; dalla Victoria Hall di Ginevra al Lisner Auditorium di Washington; dai Giardini di Tivoli di Copenaghen al Teatro Monumental di Madrid.

## Formazione
- Héctor Miranda - argentino della provincia di Buenos Aires, è fondatore e direttore artistico del gruppo. Voce baritona, suona siku, moceño, tarka, pinkillo, bombo e altre percussioni.
- Sergio Arriagada - cileno di Santiago del Cile, è responsabile della realizzazione musicale. Suona tutti gli strumenti andini: kena, charango, antara, siku, cuatro, kenacho, oltre alla chitarra ed altre percussioni.
- Enrique Capuano - argentino della provincia di Córdoba. Voce tenore e chitarra solista.
- Pablo Urquiza - argentino della provincia di Córdoba. Voce tenore, suona tutti gli strumenti andini: kena, kenacho, siku, antara, aykhori, charango, cuatro e bombo, oltre alla chitarra.
- Mario Contreras - cileno, collabora con il gruppo in qualità di artista invitato.

Attualmente tutti i componenti del gruppo risiedono abitualmente in Francia.

## Discografia

### Album in studio
- 1966 -  La flûte indienne vol 1 (con Guillermo de la Roca e Los Guacharacos)
- 1967 -  Cordillère des Andes
- 1967 -  La guitare indienne
- 1968 -  La flûte indienne vol 2 (con Guillermo de la Roca)
- 1968 -  Flûtes, harpes et guitares indiennes
- 1969 -  La marimba sud-américaine
- 1969 -  Toute l'Amérique indienne (con Alfredo de Robertis)
- 1970 -  Disque d'or
- 1971 -  La flûte par le disque
- 1971 -  Mystère des Andes
- 1973 -  Etat de siège
- 1973 -  La flûte à travers les siècles
- 1974 -  Le chant des poètes
- 1975 -  Les flûtes de l'empire Inca
- 1976 -  La misa criolla
- 1976 -  Toute l'Argentine
- 1977 -  Cantata Mundo nuevo
- 1978 -  Le chant des poètes vol 2
- 1979 -  Au pays de la diablada
- 1980 -  Himno al sol
- 1981 -  Tierras legendarias
- 1982 -  Cantata Hombre libre
- 1983 -  Pueblos del sur
- 1984 -  Raíces africanas
- 1985 -  Le vol du condor
- 1985 -  Sortilège de la flûte
- 1985 -  Flûtes de terres incas
- 1986 -  Flûtes de pan des Andes
- 1987 -  Prestige de la musique andine
- 1987 -  Harpe marimba et guitares
- 1988 -  Chantent l'Amérique latine
- 1988 -  Les Calchakis avec chœur
- 1988 -  Sur les ailes du condor
- 1989 -  Flûtes et chants d'argentine
- 1989 -  Entre vallées et montagnes
- 1990 -  Sous le soleil sud-américain
- 1992 -  Cantata Eldorado
- 1995 -  Au fil des années
- 1996 -  Le chant des poètes
- 1997 -  L'art de la flûte des Andes
- 2008 -  La misa criolla
- 2008 -  Double album

### Album dal vivo
- 1972 -  Les Calchakis en scène